# 刑事のまなざし
『刑事のまなざし』（けいじのまなざし）は、薬丸岳による日本の連作短編集。『小説現代』（講談社）にて2006年から2009年に不定期に掲載され、2011年に書き下ろしで1話加筆され、刊行された。翌2012年には異例の早さで文庫化された。2013年に椎名桔平主演でテレビドラマ化。テレビドラマ化に際し、ドラマ版第4話の原作「無縁」が電子書籍で期間限定で配信されたほか、『IN★POCKET』2013年10月号で「少年のまなざし」が書き下ろされた。

## 初出
- オムライス（『小説現代』2006年12月号）
- 黒い履歴（『小説現代』2007年12月号）
- ハートレス（『小説現代』2008年12月号）
- 傷痕（『小説現代』2009年4月号）
- プライド（『小説現代』2009年7月号）
- 休日（『小説現代』2009年11月号）
- 刑事のまなざし（書き下ろし）

## あらすじ
罪を犯した少年たちの心に寄り添い、その更生の手助けになる仕事がしたいと法務技官になった夏目信人は、一人娘が通り魔事件の被害に遭い、植物状態になったことをきっかけに警察官に転職した。6年後、刑事課に配属され新人刑事となった夏目の刑事としてのまなざしは被害者の痛みを知る優しさと罪を憎む厳しさを湛えていた。

## 登場人物
夏目 信人（なつめ のぶひと）
東池袋署刑事。刑事にありがちな、人を威圧するような雰囲気はなく、理知的で人を包み込むような優しい眼差しは刑事というよりも医師を思わせる。
教師を目指していたが、大学院の実習で訪れた児童養護施設で親しくなった少年が、施設を出て半年後に職場の上司のいじめに耐えかねて起こした傷害致死事件で逮捕された件をきっかけに、少年たちの心と向き合い、更生の手助けをする法務技官を志すようになった。
10年前に娘・絵美が連続通り魔事件の被害に遭い、植物状態になったことをきっかけに、加害者の心に寄り添い救いたいという気持ちよりも、犯罪者を憎む気持ちが大きくなり、30歳の時に警察官に転職した。警察学校卒業後、約6年交番勤務をした後、刑事課に配属された。妻・美奈代と2人暮らし。
オムライス
前田 恵子（まえだ けいこ）
総合病院の看護師。高校生の息子・裕馬と内縁の夫・英明との3人暮らし。英明との再婚に反対していた裕馬もその内納得してくれるだろうと、希望的観測で英明と同居を開始したものの、英明は仕事を辞め、恵子の給料や恵子の夫が残した保険金にまで勝手に手をつけ、やがて恵子と裕馬に手を上げるようになるが、それでもなお愛情を持っている。
近所で連続放火事件が発生していた時、恵子のアパートもその被害に遭い、室内で寝ていた英明が死亡した。

黒い履歴
小出 伸一（こいで しんいち）
3歳年上の姉・奈緒子とその娘で小学4年生の春奈と暮らしている。両親は5歳の時に交通事故で亡くなっており、姉と共に叔父の木村裕也に引き取られた。
15歳の時に、長年の叔父からの虐待に耐えかね、叔父を殺害した容疑で逮捕された。その後に入れられた少年鑑別所で、当時法務技官だった夏目から家庭環境や心理などを調べられた。透の殺人事件の捜査で夏目と再会する。
横瀬 舞（よこせ まい）
春奈の同級生。伸一らが暮らすアパートの大家である父・透と2人暮らし。学校から帰宅後、父の遺体を発見する。

ハートレス
松下 雅之（まつした まさゆき） / マサ
公園で暮らすホームレス。小学校に入ったばかりの息子・友樹がひき逃げ事故で死亡し、犯人が捕まらない苛立ちを妻・冴子にぶつけ、夫婦仲が悪くなり離婚し、仕事も辞め、ホームレスになった。
ショウ
ホームレスのボス的存在の粗暴な男。元暴走族のヘッド。小屋の中で頭を叩き割られ死亡する。傷害致死の前科がある。
コンさん
ホームレス。いつも紺色の一張羅を着ているため、この名で呼ばれる。
ナカさん
ホームレス。青森で会社員をしていたが、リストラされホームレスに。体をこわしており、食い扶持を稼ぐのもままならず、雅之が放っておけず面倒を見ている。

傷痕
田辺 久美子（たなべ くみこ）
池袋東高校スクールカウンセラー。夏目とは大学院時代の同級生。カウンセリングをし、回復しつつあった有香の状態が再び悪化していることに心を痛め、悩んでいる。
仲村 有香（なかむら ゆか）
池袋東高校2年生。1年ほど前に、建設会社に勤めていた父が贈賄容疑で逮捕され、両親が離婚した。それから間もなく、不登校を繰り返すようになり、久美子のカウンセリングを受けていた。回復しつつあったが、再び不登校になり、自傷癖もあるため、久美子が最も気にかけている。
沢村 浩司（さわむら こうじ）
南池袋のマンションの一室で変死体で発見された男性。

プライド
長峰 亘（ながみね わたる）
警視庁捜査一課刑事。捜査一課に配属されて初めての大きな事件が、絵美が被害者となった連続通り魔事件だった。「刑事のまなざし」にも登場。
藪沢（やぶさわ）
捜査一課係長。「刑事のまなざし」にも登場。
桜井 綾乃（さくらい あやの）
池袋の旅行会社に勤めている。自宅マンションで扼殺体で発見される。「カイくん」という恋人がいた。
相川 美羽（あいかわ みう）
綾乃の友人。運送会社のドライバー。同僚の甲斐谷正一を交えて綾乃と飲んだことがある。

休日
吉沢 篤郎（よしざわ あつろう）
7年前に妻・亜希子を乳癌で亡くし、中学2年生の息子・隆太と2人暮らし。隆太が幼なじみの樋口純平と金属ケーブルの連続窃盗事件に関与している疑いが浮上し、どう対処すべきか悩み、高校時代からの親友の夏目に相談する。
刑事のまなざし
塚本 聖治（つかもと せいじ）
家庭環境に恵まれず、小学生の時から万引きや恐喝で児童相談所に連れて行かれ、中学の卒業式の目前に起こした傷害事件で少年鑑別所に入れられた。当時の面接の担当官が夏目で、きれいごとを押し付けてくる夏目に苛立ち、夏目の娘である絵美をハンマーで殴った。その後、罪悪感に苛まされ、街から逃げるように出て行った。
当時学級委員長だった恭子と結婚し、希という娘にも恵まれた。20歳の頃からバーテンダーをやっており、昨年バー『HOPE』を開店した。11年ぶりに同窓会に出席した後日、絵美の事件を目撃していた太田に脅迫される。
塚本 恭子（つかもと きょうこ）
聖治の妻。聖治とは小学校から同じ学校に通い、家庭にも恵まれ、優等生だった。聖治が問題を起こしてもいつも気にかけていた。20歳の時に友人と訪れたバーで、16歳の時に街を出て行った聖治と再会し、交際を経て、両親の猛反対を押し切り結婚した。妹・安子を10年前の連続通り魔事件で亡くしている。
関口 知美（せきぐち ともみ）
中学の同級生。恭子とは今でも仲が良い。
錦戸（にしきど）
中学の同級生。聖治と一番仲が良かった。
太田 徹（おおた とおる）
中学の同級生。10年ほど前から引きこもっており、言動や目つきがおかしいため、皆から敬遠され、同窓会にも呼ばれなくなった。同窓会の数日後、自室で死亡しているところを家族に発見される。

## テレビドラマ
2013年10月7日より、TBS系列の「月曜ミステリーシアター」枠にて連続テレビドラマ化され、1話完結型のヒューマンミステリーとして放送されている。使用された原作には、同タイトルの上記短編集に入っていない物もある（「無縁」は電子書籍のみで発売され、「少年のまなざし」は後に書き下ろされた）。
主演は椎名桔平。連続テレビドラマ主演は1999年のテレビ朝日系『恋愛詐欺師』以来約14年ぶり、TBSの連続ドラマは初主演となる。10年前に幼い娘がある事件の被害者となったことをきっかけに少年鑑別所の法務技官から警察官に転身し、43歳で”新人刑事”となった主人公・夏目信人役で新境地に挑んでいる。プロデューサーの佐野亜裕美は椎名の起用理由を「そこはかとない危うさと繊細さが漂い、凛とした力強いまなざしが夏目のまなざしに重なったから」であると述べている。
第1話ではTBSに限り、直前の19:55 - 20:00に予告番組『もうすぐ刑事のまなざし』が放送された。
また、本作から松下グループ → パナソニックグループの一社提供から複数社提供となる。

### キャスト
詳細な人物説明は原作部分を参照
- 夏目 信人（東池袋署刑事課強行犯係刑事） - 椎名桔平[5]
- 菊池 大雅（東池袋署刑事課強行犯係係長） - 要潤[5]
- 安達 涼子（東池袋署刑事課強行犯係刑事） - 小野ゆり子[5]
- 夏目 美奈代（夏目の妻） - 吉田羊[6]
- 瀬戸 公平（東池袋署刑事課鑑識官） - 中林大樹[6]
- 西 晴彦（東池袋署刑事課鑑識官） - 吉家章人[6]
- 夏目 絵美（夏目の娘） - 山田杏奈[6]（幼少期：小泉彩[7]）
- 草野 楓（ちょうちん料理「みみずく」店員） - 藤本泉[6]
- 田辺 久美子（心理カウンセラー） - 板谷由夏[6]
- 長峰 亘（警視庁捜査一課刑事） - 北村有起哉[5]
- 福森 誠一（東池袋署刑事課強行犯係刑事） - 松重豊[5]

### ゲスト
複数話・単話登場の場合は演者名の横の括弧（）内に表記
第1話「オムライス」
- 前田 恵子（池袋中央病院 看護師） - 森口瑤子
- 前田 裕馬（恵子の息子） - 野村周平（少年期：平林智志）
- 佐藤 英明（恵子の内縁の夫） - 山中聡
- 近所の主婦（火事の際に前田裕馬に声をかける主婦） - 松本じゅん
- 近所の主婦3人組（警察の聞き込みに協力する主婦） - 猫田直（第5話）、西慶子（第5話）、萩原利映（第5話）
- 岡本 静香（佐藤英明が入れあげていたクラブホステス） - 岩佐真悠子
- 池袋中央病院 看護師 - 榎本由希
- 前田裕馬の実父（故人・生前はクレーン車 運転手） - 八幡朋昭
- 安岡 義雄（入院患者） - 竜雷太
- 穴原陽、榎本貴也

第2話「ハートレス」
- マサ / 松下 雅之（ホームレス） - 須田邦裕
- ナカ / 中島 安太郎（ホームレス） - 螢雪次朗
- 本木 幸彦（被害者遺族） - 松澤一之
- ゲン（ホームレス・元雑誌記者） - 緋田康人（第4・9 - 10話）
- ショウ / 相沢 翔太（ホームレス・前科者） - 山口祥行
- コン（ホームレス） - 諏訪太朗
- 松下 冴子（雅之の妻） - 川田希
- 野田（看護師） - 水木薫
- 屋台店主 - 岩田丸
- 松下 雅之の元上司 - 奈良坂篤
- 難波五郎（中学校教員） - 中澤隆範
- 中学生 - 谷山毅、新田海統、森久保大河
- 松下 友樹（雅之の息子） - 須田瑛斗

第3話「父のまなざし」
- 吉沢 篤郎（隆太の父親・夏目の友人・ニチヨー食品 営業課長） - 勝村政信
- 吉沢 隆太（篤郎の息子・中学生） - 平岡拓真
- 有川 大樹（義雄の息子・建築作業員） - 浅香航大
- 有川 義雄（大樹の父親・大学教授） - 若杉宏二
- 北嶋 秀樹（北嶋 結衣の父） ‐ 大西武志
- 北嶋 結衣の母 - 立石由衣
- 有川 大樹の職場の親方と先輩 - 小林一英、畠中正文
- 北嶋 結衣の担当医 - 税所伊久磨
- 北嶋 結衣〈10〉（通り魔事件被害者） - 内田愛
- 吉沢 篤郎の部下 - 小林裕之
- 北嶋 結衣の担当看護師 - 辻しのぶ
- 不良 - 島崎映次、重岡陽人

第4話「無縁」
- 栗原 裕久（タクシー運転手） - 吹越満
- 岡崎 珠美（元キャバクラ嬢） - 伊藤裕子
- 星 のぞみ / 栗原希（元グラビアアイドル・4年前 交通事故死） - 小林恵美
- 栗原 裕希（岡崎 珠美が預かって育てている子ども） - 黒澤宏貴
- 豊島児童相談所所長 - 鈴木正幸
- 神谷 茂の秘書 - 木下政治
- 蒲田中央署刑事 - 和泉宗兵
- 神谷陽一（神谷 茂の息子で秘書） - 恩田括
- 神谷 茂（衆議院議員） - 森富士夫
- 古本屋店員 - 結城洋平
- 古本屋店長 - 内藤トモヤ
- 主婦 - 青木和代
- 釣り船の船頭 - 椎名泰三
- タクシー運転手 - 橘家二三蔵
- ニュースキャスター（声のみ） - 赤荻歩（TBSアナウンサー）

第5話「黒い履歴」
- 小出 奈緒子（春香の母親） - 星野真里
- 小出 伸一（奈緒子の弟・殺人罪前科者） - 太賀
- 中村（コンビニ店長） - 田中要次
- 酒井（横瀬所有のアパート元住人） - 森下能幸
- 横瀬 透〈43〉（不動産賃貸業経営者・舞の義父） - 阪田マサノブ
- 小出 春香（舞の同級生） - 清水らら
- 横瀬 舞〈10〉 - 笹岡ひなり
- 町工場経営者 - 並樹史朗
- 小出姉弟のおじ - 中野裕斗
- ゲームセンター店長 - 青柳尊哉
- 運送屋店主（面接に来た小出 伸一を追い返す） - 坂本直季

第6話「無関心」
- 水野 弥生（愛子の母親） - 斉藤慶子
- 高木 尚人（愛子が参加する映画コミュニティのメンバー） - 柄本時生
- 水野 愛子（女子大生・東池袋公園女子大生殺害事件被害者） - 渋谷飛鳥
- 小田 律子（東池袋公園女子大生殺害事件関係者） - 春木みさよ
- 浜田 隆一〈24〉（高利貸しの取り立て屋） - 奥野瑛太
- 三好 夏希（夏目 絵美の幼馴染） - 森川葵（幼少期：岩田月花）
- 佐々木 勉（愛子の元恋人） - 神永圭佑
- 川田 理恵（愛子の高校時代の友達） - 松永渚
- 小田 浩貴（律子の息子） - 髙橋來
- 高木の母 ‐ 兎本有紀
- ニュースキャスター - 升田尚宏（TBSアナウンサー）

第7話「母の鎖」
- 藤川 佐知代（雛子の母親・南部百貨店婦人服売り場販売促進マネージャー） - 朝加真由美
- 藤川 雛子（佐知代の娘・琢磨の結婚相手） - 徳永えり（幼少期：内田未来 / 少女期：諸江雪乃）
- 野沢 琢磨（太田工務店内装工・前科者） - 忍成修吾
- 太田 義一（太田工務店社長） - 村松利史
- 加藤 竜二（琢磨の元不良仲間） - 斉藤慶太
- 榎本 理香（雛子の友達） - 田中えみ
- 倉田 麗子（雛子の友達） - 小園茉奈
- 牧師（琢磨たちが結婚式をあげる教会の牧師） - 児玉頼信
- 藤川 あや子（佐知代の母親・雛子の祖母） - 上月左知子
- 藤川家の近所の主婦 - 中田優子、澤口夏奈子
- 南部百貨店婦人服売り場従業員 - 島邑みか

第8話「傷痕」
- 岩崎 光男（痴漢加害者・元中学校教師） - 平田満
- 仲村 有香（池袋学園女子高校生徒・不登校で引きこもり） - 松岡茉優
- 仲村 敏恵（有香の母親） - 大島蓉子
- 牧瀬朋子の母 - 滝沢涼子
- 沢田 浩司〈29〉（職業不詳・自宅で死亡しているのを発見される） - 青木玄徳
- 田辺久美子の助手 - 水田航生
- 牧瀬朋子（ネット依存症の患者） - 青山美郷
- 野田敦子（牧瀬朋子の友人） - 秋月三佳
- マンション管理人（沢田 浩司が住んでいるマンションの管理人） - 田口主将
- 女子高生 - 小玉さつき
- 沢田浩司の恋人 - 國武綾
- 岩崎 倫子（光男の娘・自殺している） - 塚田帆南
- 池田英

第9話「愁恋」
- 大野 麻理子（豊島第一病院 心臓外科医・福森刑事の元婚約者） - 奥貫薫
- 大野 健介（振り込め詐欺グループリーダー・麻理子の兄） - 山崎銀之丞
- 高島 直樹（豊島第一病院 心臓外科センター長・大野麻理子の上司） - 新井康弘
- 田中 浩一（結の父親） - 池田政典
- 山本 和代（振り込め詐欺被害者） - 高田敏江
- 田中 真紀（結の母親） - 吉沢梨絵
- 管理官 - 小須田康人
- 心臓外科医（豊島第一病院の大野麻理子の同僚・山本和代の担当医） - 猪狩賢二
- 難波（振り込め詐欺グループのサブリーダー） - 山崎画大
- 榊 龍彦（振り込め詐欺グループの一員・山本和代を轢き逃げする） - 渋江譲二
- 看護師（豊島第一病院 看護師） - かとうあつき、吉田紗也加
- 入院患者（大野麻理子の担当患者） - 黒田浩史
- 田中 結（心臓疾患入院患者） - 遠藤璃菜

第10話「心 前編」
- 山之内 信吾〈24〉（傷害致死事件遺族） - 窪田正孝（最終話）
- 尾崎 秋彦〈28〉（ビストロ喜楽亭 従業員・17歳の時に傷害致死罪で少年院に入っている） - 柏原収史（最終話）
- 尾崎 悦子（秋彦の妻・妊娠している） - 須藤理彩（最終話）
- 藪沢（警視庁捜査一課管理官） - 升毅（最終話）
- 羽沢製作所従業員（信吾が働いていた工場の従業員・履歴書を持ってくる） - 遠山俊也（最終話）
- 横山 ちはる（シングルマザー・無差別殺人事件3人目の被害者・悦子の親友） - 松田沙紀（最終話）
- 居酒屋店主（山之内信介の知人・信介の死後 信吾を雇う） - 渡辺憲吉
- 山之内 信介〈享年49〉（ラーメン店店主・雇っていた秋彦に殺害された被害者） - 古川真司
- 山之内 智世（信介の妻・信吾の母親・夫の死後 心労で自殺） - 高井純子
- タクシー運転手（大学まで信吾を乗せた運転手） - 市原清彦
- ビストロ喜楽亭 店主 - 仗桐安
- 書店店員 - 山元隆弘
- タクシー運転手（目白まで信吾を乗せた運転手） - 嶋本勝博
- 羽沢製作所従業員（信吾の元同僚） - 若山慎
- リポーター - 松井茜
- 今村 裕也〈21〉（大学生・無差別殺人事件1人目の被害者） - 浅田駿（最終話）
- 水野 知佳〈38〉（主婦・無差別殺人事件2人目の被害者） - 林亜紀子（最終話）
- 今村裕也の友人 - 植木哲
- 宗方 善〈70〉（無差別殺人犯・無期懲役囚） - 平幹二朗（青年期：松澤傑）（最終話）

最終話「心 後編」
- 日雇い労働者  - 春海四方、日向寺雅人
- 横山 大樹（ちはるの息子） - 石塚獅桜

### スタッフ
- 原作 - 薬丸岳 『刑事のまなざし』（講談社文庫刊）
- 脚本 - 岩下悠子、大石哲也、谷口純一郎
- 音楽 - 羽岡佳
- 演出 - 鈴木浩介、竹村謙太郎、吉田健、川嶋龍太郎
- 主題歌 - シクラメン「マナザシ」（トイズファクトリー）[46]
- 演出補 - 古林淳太郎、佐々木資門、佐々木桃子、高市輝久
- 音楽コーディネーター - 溝口大悟、池田修平
- 選曲 - 石井和之、近藤隆史
- 撮影 - 関毅、草間巧、大内創、清水優次
- CG - 田中浩征、大竹麻莉子、稲尾諭
- タイトル - 井田久美子
- 協力 - 創心万華鏡
- 警察監修 - 古谷謙一
- 医療監修 - 佐々木理恵
- 編成 - 瀬戸口克陽、永山由紀子
- 制作 - 那須田淳
- チーフプロデューサー - 橋本孝（ドリマックス）
- プロデューサー - 佐野亜裕美、佐藤敦司（ドリマックス）
- プロデューサー補 - 阿南昭宏、笠原伊代
- 制作協力 - ドリマックス
- 製作著作 - TBS

### 放送日程
| 各話                                                      | 放送日   | サブタイトル | ラテ欄                                                              | 原作       | 脚本       | 演出       | 視聴率 |
| --------------------------------------------------------- | -------- | ------------ | ------------------------------------------------------------------- | ---------- | ---------- | ---------- | ------ |
| 第1話                                                     | 10月07日 | オムライス   | 43歳新人刑事。瞳に映る涙のミステリー                                | オムライス | 岩下悠子   | 鈴木浩介   | 8.4%   |
| 第2話                                                     | 10月14日 | ハートレス   | 43歳新人刑事が救う出向サラリーマンの心と家族… 名物鍋料理と2重の殺人 | ハートレス | 大石哲也   | 鈴木浩介   | 6.8%   |
| 第3話                                                     | 10月21日 | 父のまなざし | 捜査中止命令!? 動き出した娘の未解決事件と消えた5000円札             | 休日       | 岩下悠子   | 竹村謙太郎 | 7.7%   |
| 第4話                                                     | 10月28日 | 無縁         | 盗まれたアイドル写真集の秘密!! 謎の偽装家族に隠された母と子の涙     | 無縁       | 大石哲也   | 吉田健     | 10.0%  |
| 第5話                                                     | 11月04日 | 黒い履歴     | ホームラン賞に隠されたアリバイ… 姉弟の絆と冤罪トリック!!            | 黒い履歴   | 谷口純一郎 | 鈴木浩介   | 8.1%   |
| 第6話                                                     | 11月11日 | 無関心       | 白昼の刺客と連続報復殺人… 届かぬ母の想い!! そして犯人は殺された     |            | 大石哲也   | 川嶋龍太郎 | 8.1%   |
| 第7話                                                     | 11月18日 | 母の鎖       | 結婚式1時間前に消えた花嫁の母!! 容疑者は花婿!?                      |            | 岩下悠子   | 吉田健     | 8.3%   |
| 第8話                                                     | 11月25日 | 傷痕         | 痴漢被害の女子高生の秘密… その時バスの中で何が!?                    |            | 谷口純一郎 | 川嶋龍太郎 | 8.2%   |
| 第9話                                                     | 12月02日 | 愁恋         | 5年ぶりに現れた婚約者!! ベテラン刑事の苦悩と選択                    |            | 大石哲也   | 吉田健     | 7.4%   |
| 第10話                                                    | 12月09日 | 心 前編      | 最終章・前編〜 ついに明かされる10年前の真実と万華鏡の秘密           |            | 岩下悠子   | 川嶋龍太郎 | 6.9%   |
| 最終話                                                    | 12月16日 | 心 後編      | 涙の最終回!! 父の願いが起こした奇跡…明かされる全ての真相            |            | 岩下悠子   | 吉田健     | 7.7%   |
| 平均視聴率 8.0%（視聴率は関東地区・ビデオリサーチ社調べ） |          |              |                                                                     |            |            |            |        |

## オーディオブック
文庫版が2025年2月28日よりAudibleで配信された。ナレーターは盆子原康。